# Premi Rómulo Gallegos
El Premi Internacional de Novel·la Rómulo Gallegos és un premi literari creat en honor del novel·lista i polític veneçolà Rómulo Gallegos el 6 d'agost de 1964 mitjançant un decret promulgat pel llavors president de Veneçuela, Raúl Leoni. En un principi, el seu objectiu era premiar novel·les llatinoamericanes, però a partir de la dècada de 1990 s'expandí a tot l'àmbit hispanoparlant.
Des d'un principi es va convertir en un del premis més importants a l'àmbit de la narrativa en llengua castellana, en plena coincidència amb el boom llatinoamericà; els primers tres guanyadors, Mario Vargas Llosa, Gabriel García Márquez i Carlos Fuentes, eren part d'aquest moviment.
És atorgat pel govern de Veneçuela per mitjà del «Centro de Estudios Latinoamericanos Rómulo Gallegos».

## Història
L'1 d'agost de 1964 el president de Veneçuela Raúl Leoni va publicar el seu decret Nº 83, amb el que s'establia el Premi Internacional de Novel·la Rómulo Gallegos amb la finalitat de "perpetuar i honrar l'obra d'un eminent novel·lista i estimular l'activitat creadora dels escriptors de parla castellana". Tres anys després, el 1967, es publicà la primera convocatòria, én la qual van participar disset novel·les jutjades per tretze crítics de tota Amèrica Llatina, els quals van nomenar guanyadora la novel·la La casa verde de Mario Vargas Llosa. En un principi el premi s'atorgava cada cinc anys.
A partir de 1987 es va establir que el guardó seria biennal, d'acord amb el decret Nº 1271 de 1986 del president Jaime Lusinchi. El 1995, el premi es va estendre a tot el conjunt de països hispanoparlants.
Els últims anys, la quantitat de novel·les participants ha estat aclaparant (el 2003 van concursar 246, i el 2005, 208). El 2003 corrien rumors sobre la desaparició del premi. El 2005, el crític i editor de la casa francesa Gallimard, Gustavo Guerrero, va denunciar al diari espanyol El País (15 de juliol de 2005) l'elecció d'un jurat procastrista i prochavista que va afavorir a un escriptor, Isaac Rosa, que donava suport al règim cubà, tot i que qualificava la seva novel·la, El vano ayer, de "brillant".

## Procés de selecció
Després de 40 anys, la convocatòria, la participació dels crítics i el procés de selecció per part del govern han canviat en diverses ocasions. Si en la I edició el jurat va estar format per tretze crítics de tretze països diferents, a la XV (de 2007) va estar format solament per cinc crítics de quatre països (Veneçuela, Cuba, Xile, i Equador). A partir de la II Edició i, amb l'única excepció de la XIV (2005), l'escriptor de l'última novel·la guanyadora ha estat part del jurat.
Poden participar-hi novel·les publicades els dos anys anteriors a l'aparició de la convocatòria, escrites en castellà, per autors de qualsevol nacionalitat. El guanyador és escollit per majoria de vots del jurat i el premi no pot ésser decretat desert. El guardó ha canviat al llarg de la seva història, i, a la més recent edició, consistí d'una medalla d'or, un diploma i un premi en efectiu de 100.000 dòlars. La cerimònia d'entrega es realitza sempre el 2 d'agost, dia de naixement de Rómulo Gallegos.

## Obres guardonades
| Edició | Any     | Títol                                    | Autor                                    | País                                     | Imatge                                   |
| ------ | ------- | ---------------------------------------- | ---------------------------------------- | ---------------------------------------- | ---------------------------------------- |
| I      | 1967    | La casa verde                            | Mario Vargas Llosa                       | Perú                                     |                                          |
| II     | 1972    | Cien años de soledad                     | Gabriel García Márquez                   | Colòmbia                                 |                                          |
| III    | 1977    | Terra Nostra                             | Carlos Fuentes                           | Mèxic                                    |                                          |
| IV     | 1982    | Palinuro de México                       | Fernando del Paso                        | Mèxic                                    |                                          |
| V      | 1987    | Los perros del paraíso                   | Abel Posse                               | Argentina                                |                                          |
| VI     | 1989    | La casa de las dos palmas                | Manuel Mejía Vallejo                     | Colòmbia                                 |                                          |
| VII    | 1991    | La visita en el tiempo                   | Arturo Uslar Pietri                      | Veneçuela                                |                                          |
| VIII   | 1993    | Santo oficio de la memoria               | Mempo Giardinelli                        | Argentina                                |                                          |
| IX     | 1995    | Mañana en la batalla piensa en mí        | Javier Marías                            | Espanya                                  |                                          |
| X      | 1997    | Mal de amores                            | Ángeles Mastretta                        | Mèxic                                    |                                          |
| XI     | 1999    | Los detectives salvajes                  | Roberto Bolaño                           | Xile                                     |                                          |
| XII    | 2001    | El viaje vertical                        | Enrique Vila-Matas                       | Espanya                                  |                                          |
| XIII   | 2003    | El desbarrancadero                       | Fernando Vallejo                         | Colòmbia                                 |                                          |
| XIV    | 2005    | El vano ayer                             | Isaac Rosa                               | Espanya                                  |                                          |
| XV     | 2007    | El tren pasa primero                     | Elena Poniatowska                        | Mèxic                                    |                                          |
| XVI    | 2009    | El país de la canela                     | William Ospina                           | Colòmbia                                 |                                          |
| XVII   | 2011    | Blanco nocturno                          | Ricardo Piglia                           | Argentina                                |                                          |
| XVIII  | 2013    | Simone                                   | Eduardo Lalo                             | Puerto Rico                              |                                          |
| XIX    | 2015    | Tríptico de la infamia                   | Pablo Montoya                            | Colòmbia                                 |                                          |
| -      | 2016-18 | Suspès per la crisi política a Veneçuela | Suspès per la crisi política a Veneçuela | Suspès per la crisi política a Veneçuela | Suspès per la crisi política a Veneçuela |
| XX     | 2020    | El país del diablo                       | Perla Suez                               | Argentina                                |                                          |